# Ophiurochaeta mixta
Ophiurochaeta mixta is een slangster uit de familie Ophiodermatidae.
De wetenschappelijke naam van de soort werd in 1878 gepubliceerd door Theodore Lyman.